# Bulbophyllum rivulare
Bulbophyllum rivulare är en orkidéart som beskrevs av Rudolf Schlechter. Bulbophyllum rivulare ingår i släktet Bulbophyllum och familjen orkidéer. Inga underarter finns listade i Catalogue of Life.